# داشنیتسا (آلکسیناتس)
داشنیتسا (به صربی: Dašnica) یک منطقهٔ مسکونی در صربستان است که در الکسیناتس واقع شده‌است. داشنیتسا ۱۱۵ نفر جمعیت دارد.